# Марк Юний Брут (зет на Тарквиний Приск)
Вижте пояснителната страница за други личности с името Марк Юний Брут.
Марк Юний Брут (на латински: Marcus Junius Brutus) e благородник от Древен Рим през 6 век пр.н.е., зет на петия римски цар Тарквиний Приск. Прозлиза от фамилията Юнии, клон Брут.
Жени се за Тарквиния Секунда, дъщеря на петия римски цар Луций Тарквиний Приск (616 – 579 пр.н.е.) и Танаквил.  Тарквиния е внучка на Демарат от Коринт и сестра на Тарквиний Горди (цар 535 – 510 пр.н.е.; първи съпруг на Тулия Младша), Арун († 535 пр.н.е.; първи съпруг на Тулия Старша, дъщеря на Сервий Тулий) и Тарквиния Примера (съпруга на Сервий Тулий, римски цар от 579 до 535 пр.н.е. и майка на Тулия Старша и Тулия Младша).
Марк и Тарквиния имат двама сина:
- Марк Юний Брут, убит 509 пр.н.е.
- Луций Юний Брут, първият консул през 509 пр.н.е. на Римската република и прародител на Марк Юний Брут.

Дядо е на Тит Юний и Тиберий Юний.